# Horace E. Flack
Horace E. Flack, escritor, jurista, historiador e hispanista estadounidense.
Escribió un estudio sobre las relaciones diplomáticas que precedieron a la guerra entre los Estados Unidos y España en 1898: Spanish-American Diplomatic Relations Preceding the War of 1898 (Baltimore, 1906), donde se muestra bastante severo con el papel propiciatorio de los Estados Unidos hacia la guerra, y, con William H. Taft y Theodore Marburg, recopiló unos Taft Papers on League of Nations (Nueva York: Macmillan, 1920). Estudió asimismo el proceso de adopción de la cuarta enmienda a la Constitución de los Estados Unidos en The Adoption of the Fourteenth Amendment (1908). Editó asimismo en dos volúmenes, como director del Departamento de Referencia Legislativa, el Code of the Public Local Laws of Maryland (1930).
- Datos: Q5901782